# Alexandre Nolla i Roig

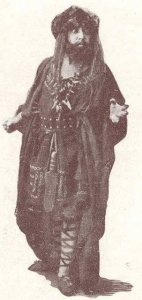
Alexandre Nolla en el paper de Mandoni en l'obra de Guimerà Indibil i Mandoni

Alexandre Nolla i Roig (Gràcia, Barcelona, 1881 - Barcelona, 11 de juliol de 1944) va ser un actor català de teatre.
Va debutar el 1905, al teatre Principal de Barcelona. Formà part de la companyia d'Eduard Giménez (1909-1911) i més tard de la Margarida Xirgu, amb la qual estrenà La reina jove d'Àngel Guimerà. Va ser primer actor i treballà en vodevils com a director artístic de la companyia Elena Jordi i amb Josep Santpere, a teatres del Paral·lel barceloní.
Va ser fundador del Montepiu d'Actors i de la Cucafera de Begues, al Baix Llobregat.
Dels seus nets, Magdalena i l'Alexandre Esteve Nolla, aquest darrer és l'últim en portar el seu cognom a Begues.

## Teatre
- 1909, 27 de febrer. En el paper d’Aleix a l'obra El testament de la tia, original de Paul Gavault i R. Charvray, arranjament al català per Ramon Franqueza i Comas. Estrenada al teatre Romea de Barcelona.
- 1910, 25 juny. En el paper de Monbissac a l'obra Petit i Pataut, S en C, original de Maurice Hennequin i Pierre Veber. Estrenada al Teatre Nou del Paral·lel barceloní.
- 1911, 7 de gener. En el paper de Morales a l'obra El daltabaix, original de Gregorio de Laferrère, estrenada al teatre Principal de Barcelona.
- 1911, 15 d'abril. En el paper de Rolant a l'obra La reina jove, original d'Àngel Guimerà, estrenada al teatre Principal de Barcelona.
- 1917. 13 de desembre. En el paper de Mandoni a l'obra Indíbil i Mandoni, d'Àngel Guimerà, estrenada al teatre Barcelona
- 1917. 20 de setembre. En el paper de Currias a l'obra Mireia, de Frederic Mistral, estrenada al teatre Novedades
- 1919, 30 de novembre. En el paper de Parrot a l'obra La senyora Marieta, original d'Ignasi Iglesias, estrenada al teatre Romea.
- 1921, 9 de desembre. En el paper de Don Gabriel a l'obra Alta banca d'Àngel Guimerà. Estrenada al teatre Novetats de Barcelona.
- 1926.12 d'agost. En el paper de Ton, l'hostaler a l'obra Muntanyes del Canigó d'Alfons Roure, estrenada al teatre Eldorado
- 1927. 7 d'octubre. En el paper de Fèrman a l'obra La caravana perduda de Juli Vallmitjana, estrenada al teatre Romea de Barcelona
- 1927. 22 d'octubre. En el paper Quildo a l'obra El milionari del Putxet, de Gantó A. Màntua, estrenada al teatre Romea de Barcelona
- 1927, 14 de desembre. En el paper d’Albert Abril (60 anys) a l'obra L'assassinat de la senyora Abril, original de Josep Maria de Sagarra, estrenada al teatre Romea de Barcelona.
- 1928. 27 de gener. En el paper de Busman a l'obra R.U.R. (Rossum's Universal Robots) de Karel Čapek, estrenada al teatre Romea de Barcelona
- 1928. 11 de gener. En el paper de Isidoro Garrigosa a l'obraT’estimo!.. d'Alfons Roure, estrenada al teatre Romea de Barcelona
- 1928. 4 de febrer. En el paper de Cavaller de la Creu a l'obra La creu de Sant Jordi de Clovis Eimeri, estrenada al teatre Romea de Barcelona
- 1928. 22 de març. En el paper de Cebrià, el pastor a l'obra Els faritzeus d'Apeles Mestres', estrenada al teatre Romea de Barcelona
- 1928. 14 de febrer. En el paper de Don Àngel a l'obra El cavaller immortal de Manuel Fontdevila,estrenada al teatre Romea de Barcelona
- 1928. 7 d'abril. En el paper de Capità Malví a l'obra L'hereu Riera de Francesc Oliva i Victor Mora, estrenada al teatre Romea de Barcelona
- 1929, 30 de març. En el paper de Galwey, fiscal a l'obra El procés de Mary Dugan, original de Bayard Veiller, estrenada al teatre Romea de Barcelona.
- 1934, 9 de novembre. En el paper de Santcliment a l'obra La plaça de Sant Joan, original de Josep Maria de Sagarra, estrenada al teatre Romea.

## Cinema
- 1934. ¡Viva la vida!. Director: Josep Maria Castellví
- 1935. Sesenta horas en el cielo. Director: Raymond Chevalier
- 1935. El paraíso recobrado. Director: Xavier Güell
- 1942. Huella de luz. Director: Rafael Gil